# Friedrich Ferenc (szobrász)
Friedrich Ferenc (Sátoraljaújhely, 1946. június 12. –) Munkácsy Mihály-díjas szobrász és éremművész.

## Élete
A Nehézipari Műszaki Egyetem Dunaújvárosi Főiskolai Karán végzett. 1963-tól él Dunaújvárosban, ahol a Dunai Vasműben kezdett dolgozni gyári munkásként, majd kutatómérnök lett, jelenleg is a DUNAFERR Rt.-nél kutatómérnök.
Szobrászattal autodidaktaként kezdett foglalkozni. A gyárban közvetlenül megismerkedett az ott gyártott fémek tulajdonságaival, a változatos fémmegmunkálási technikákkal, az 1970-es évek végén már elkészültek érett, önálló kompozíciói a konstruktív szobrászati gondolkodás szellemében, amelyet szobrász mestereitől sajátított el, Csiky Tibortól és Gulyás Gyulától.

## Művészete
Fémszobrai geometriai formákból, a nyugalom és a dinamika ellentétére épülnek. Műveinek sajátos feszültségét a plasztikán belül a különböző karakterű anyagok egymásra hatása, és a statikus kompozíciókon belüli elemek mozgása adja. Szobrai főként légkorr-, króm- és saválló acélból készülnek. Az 1990-es évek elejétől mészkőből készült alkotásai is sikeresek (díszkút, emlékoszlop). A szobraihoz hasonló belső dinamika érvényesül a gyakran sorozat-művek formájában megjelenő éremművészeti alkotásain és a reliefeken.

## Kiállítások (válogatás)

### Egyéni
- Munkás Művelődési Központ, Dunaújváros (1981)
- Fészek Művészklub, Budapest, Nádler Istvánnal (1981)
- Ifjúsági Ház Galéria, Paks, Budahelyi Tiborral (1981)
- Vár Galéria, Dunaföldvár (1992)
- Szent István Király Múzeum, Székesfehérvár (1996)
- Kiscelli Kastély templomterme, (2005)

### Csoportos
- Multipli-vásár, Józsefvárosi kiállítóterem, Budapest (1979)
- Országos Kisplasztikai Biennálé, Pécs: Konstruktív törekvések a magyar képzőművészetben, Zágráb (Jugoszlávia) (1981)
- Meditáció, Bartók 32 Galéria, Budapest (1982)
- Országos Érembiennále, Lábasház, Sopron (1983)
- F.I.D.E.M. Nemzetközi Éremkiállítás, Firenze, Olaszország; Székesfehérvár (1983)
- Országos Kisplasztikai Biennále, Pécs (1981)
- Országos Képzőművészeti Kiállítás, Műcsarnok, Budapest (1984)
- Modern Magyar Érem, London, Oxford, Wolverhampton, Gateshead (Egyesült Királyság, 1984)
- F.I.D.E.M. Nemzetközi Éremkiállítás, Stockholm, (1984)
- Országos Kisplasztikai Biennále, Pécs (1985)

## Művei

### Közgyűjteményben (válogatás)
- British Museum, London, (GB)
- Janus Pannonius Múzeum, (Pécs)
- Magyar Nemzeti Galéria, (Budapest)
- Szent István Király Múzeum, (Székesfehérvár)

### Köztéren (válogatás)

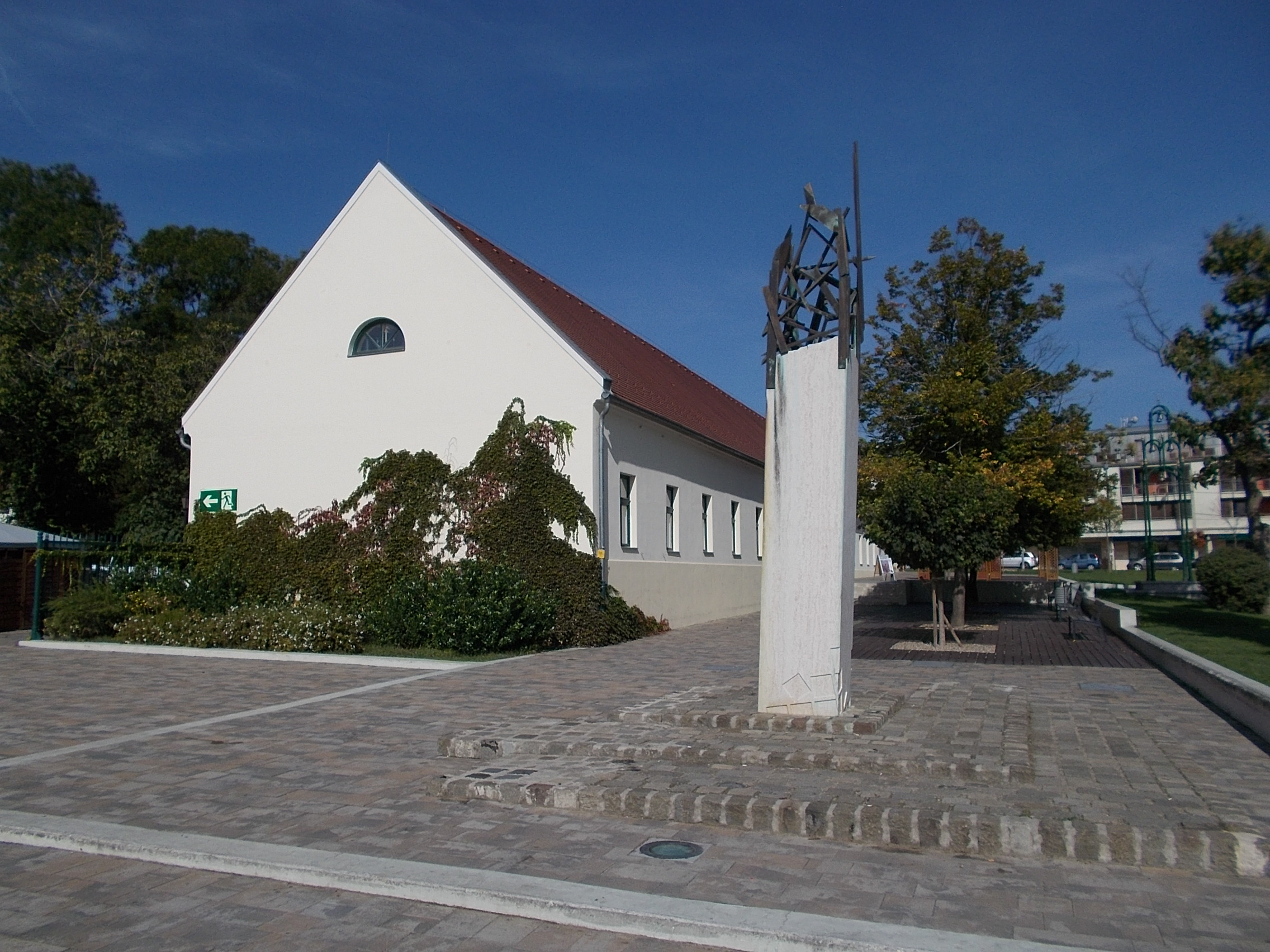
Gólem (2006; acél; Érd)

- 1979 Kapcsolat (légkorracél, krómacél; szoborpark, Dunaújváros)
- 1981 Érintés után (krómacél; szoborpark, Dunaújváros)
- 1986 Óratorony (bronz; Veszprém)
- 1991 Díszkút (mészkő; Széchenyi Gimnázium, Dunaújváros)
- 1991 A háború áldozatainak emlékoszlopa (mészkő; Fő tér, Iszkaszentgyörgy)
- 1991 Technika (krómacél; Zalaegerszeg)
- 2005 Déri-emlékoszlop (Főiskolánál, Dunaújváros)
- 2006 Közpark kialakítása (Főiskola előtt, Dunaújváros)
- 2006 Gólem (acél; Fő tér, Érd)
- 2007 Viszony (Pécsi Tudományegyetem)
- 2014 Holokauszt-emlékmű (bronz; Deák Ferenc tér, Rácalmás)

## Társasági tagság
- A Dunaferr Art Alapítvány kurátora
- A Dunaújvárosi Nemzetközi Acélszobrász Alkotótelep és Szimpozion egyik alapítója és szervezője
- Magyar Képzőművészek és Iparművészek Szövetsége
- Magyar Szobrász Társaság
- Szimpózium Társaság

## Díjak, kitüntetések (válogatás)
- Országos Kisplasztikai Biennále Pécs különdíja (1981)
- XII. Országos Érembiennále, Sopron, Nemzeti Kulturális Örökség Minisztériumának megosztott díja,  (1999)
- Pro Cultura Intercisae díj (Dunaújvárostól 2006-ban)
- Munkácsy Mihály-díj (2007)

## Bibliográfia
- Dunaújvárosi Hírlap, Kemény Dezső: A gondolat és az anyag szépsége, (1981. február 10.)
- Művészet, Kovalovszky Márta: Minden eladó (1981. 7. szám)
- Új tükör, Nagy Zoltán: Heti ajánlat (1981. július)
- Művészet, Nagy Zoltán: Acélszobrászat (1981. 12. szám)
- Népszabadság, P. Szűcs Julianna: Cellini szerencséje (1981. augusztus 14.)
- Népszabadság, Rózsa Gyula: Sokárnyalatú Kiállítás a VII. Országos Kisplasztikai Biennálén a Pécsi Galériában (1981. július 29.)
- Élet és Irodalom, Vadas József: Üvegacél (1981. augusztus 29.)
- Művészet, Illusztráció (1981. 10. szám)
- Élet és Irodalom, Illusztráció (1982. április 19.)
- Népszabadság, Rózsa Gyula: Szellős nyári bemutató a 8. kisplasztikai biennálén Pécsett (1983. augusztus 19.)
- Művészet, Kovács Orsolya: Emlékek és/vagy művek (1987. 9. szám)
- Új Művészet, Wehner Tibor: Alapformák és Életjelek (1994.3. szám)
- Mozgó világ, Szemethy Imre: Főbenjáró dolomitok (2001.6. szám)